# Tony Cercola (album)
Tony Cercola è il primo album in studio del musicista italiano Tony Cercola, pubblicato nel 1990 da Cheyenne Records e da Virgin Records.

## Tracce

### CD
1. Onda latina (Gino Magurno (t), Tony Cercola (t e m))
2. Babbasone (Gino Magurno (t), Tony Cercola (t e m))
3. Baluba (Gino Magurno (t), Tony Cercola (t e m))
4. Estrella (Gino Magurno (t), Tony Cercola (m))
5. Casbah (Gino Magurno (t), Tony Cercola (m))
6. Maga Muse' (Gino Magurno (t), Tony Cercola (m))
7. M-20 (Gino Magurno (t), Tony Cercola (m))
8. Alé Alé (Gino Magurno (t e m), Tony Cercola (t e m))
9. Casbah (Versione estesa) (Gino Magurno (t), Tony Cercola (m))

## Musicisti
Onda latina / Babbasone / Baluba
- Tony Cercola – voce, percussioni
- Franco Cleopatra – tastiere
- Luca Rustici – chitarra
- Marina Brill, Edgardo Visciola e Gino Magurno – cori

Estrella
- Tony Cercola – voce, percussioni
- Pietra Montecorvino – voce femminile
- Franco Cleopatra – tastiere
- Ernesto Vitolo – piano fender
- Luca Rustici – chitarra

Casbah
- Tony Cercola – voce, percussioni
- Franco Cleopatra – tastiere
- Gennaro Petrone – mandolino, mandola, mandoloncello
- Marina Brill e Edgardo Visciola – cori

Maga Muse'
- Tony Cercola – voce, percussioni
- Marina Brill – voce femminile
- Franco Cleopatra – tastiere
- Ernesto Vitolo – piano
- Luca Rustici – chitarra
- Marina Brill e Edgardo Visciola – cori

M-20
- Tony Cercola – voce, percussioni
- Franco Cleopatra – tastiere
- Luca Rustici – chitarra
- Marina Brill e Edgardo Visciola – cori

Alé Alé
- Tony Cercola – voce, percussioni
- Franco Cleopatra – tastiere
- Luca Rustici – chitarra
- Marina Brill e Edgardo Visciola – cori

Note aggiuntive
- Gino Magurno – produzione artistica
- Cheyenne Records – produzione esecutiva
- Luca Rustici – produzione di sala
- Tony Cercola e Gino Magurno – arrangiamenti
- Franco Cleopatra – programmazione computer
- Registrato e mixato da Johnny Ryan allo Studio Executive di Napoli
- Brano Casbah mixato da Massimo Noè presso Baby Studio Milano
- Pino Santapaga – assistente
- Fabrizio Lombardi – foto copertina album
- Lapislapis – progetto grafico copertina album
- Daniela Luongo – segreteria[1]